# Psarás
Psarás (Psaras) är en ort i Grekland.   Den ligger i prefekturen Nomós Kerkýras och regionen Joniska öarna, i den västra delen av landet, 400 km nordväst om huvudstaden Aten. Psarás ligger 1 meter över havet och antalet invånare är 152. Den ligger på ön Korfu.
Terrängen runt Psarás är kuperad åt nordväst, men åt sydost är den platt. Havet är nära Psarás österut.Runt Psarás är det ganska tätbefolkat, med 104 invånare per kvadratkilometer. Närmaste större samhälle är Korfu, 16,8 km norr om Psarás. I omgivningarna runt Psarás växer i huvudsak blandskog.